# 朱赞锦
朱贊錦（1995年9月16日—），又名朱大鑫，海南省瓊海市嘉積鎮人，中國大陸男演員。2015年2月出演民國玄幻愛情劇《半妖傾城》進入影視圈 。2016年5月，出演都市情感劇《海上嫁女記》。2017年1月，出演古裝傳奇劇《巴清傳奇》；8月，出演古裝劇《東宮》；12月，主演古裝武俠輕喜劇《唐磚》。2018年5月，主演古裝仙俠劇《陈情令》飾金光瑤（孟瑤）一角，2020年3月26日《陈情令番外电影亂魄》於爱奇藝播出。

## 影视作品

### 电视剧
| 首播年份 | 剧名                 | 角色                 |
| 2015     | 半妖傾城             | 阿翔                 |
| 2017     | 云巅之上             | 梁建民               |
| 2018     | 海上嫁女記           | 白浩然               |
| 2018     | 唐磚                 | 李泰                 |
| 2019     | 東宮                 | 趙士玄               |
| 2019     | 陈情令               | 金光瑶（前期：孟瑶） |
| 2021     | 遇龍（网络剧）       | 命格星君             |
| 2023     | 武林有侠气（网络剧） | 蒼歧                 |
| 2024     | 君子如玉（网络剧）   | 王逸少               |
| 未播     | 巴清传               | 韓公子濂             |
| 待播     | 大潑猴               | 虛度                 |
| 待播     | 蔓蔓青夢             | 成思悅(暗夜)         |

### 网络电影
| 首播年份 | 剧名             | 角色           | 播放平台 |
| 2014     | 命题2014         | 通訊員         | 爱奇艺   |
| 2018     | 畫皮師2          | 穆一骞         | 爱奇艺   |
| 2020     | 陈情令之乱魄     | 金光瑶（孟瑶） | 爱奇艺   |
| 2022     | 老九門之青山海棠 | 二月紅         |          |
| 2022     | 南游记之闹三界   |                | 爱奇艺   |

## 得獎
| 年份    | 比賽                                         | 獲獎                      |
| 2019-08 | 第三届“网影盛典” 年度剧集新人男演员          | （獲獎）                  |
| 2012-08 | 第十屆“桃李杯”舞蹈比賽羣舞組三等獎           | （獲獎）                  |
| 2011-10 | 第六屆中央電視台CCTV電視舞蹈大賽羣舞組第四名 | 《博·鰲》（獲獎）         |
| 2011-10 | 第六屆CCTV電視舞蹈大賽十佳作品獎             | 男子羣舞《搏·鰲》（獲獎） |